# Liste der höchsten Bauwerke in Deutschland
Diese Liste gibt einen Überblick über die höchsten Bauwerke in Deutschland. Sie sind nach Kategorien sortiert mit jeweiliger Höhe in Metern aufgeführt.
Für die höchsten Gebäude mit nutzbaren Geschossen siehe Liste der Hochhäuser in Deutschland.

## Liste
Diese Liste zeigt die höchsten Bauwerke in Deutschland mit einer absoluten Mindesthöhe von 200 Metern, unabhängig von Bauweise und Verwendungszweck.
| Name                                                                         | Ort                          | Koordinaten | Besitzer                                             | Höhe in Meter | Bauzeit   | Eröff-nung | Bauwerkstyp                     | Bemerkungen | Bild |
| ---------------------------------------------------------------------------- | ---------------------------- | --- | ---------------------------------------------------- | ------------- | --------- | ---------- | ------------------------------- | --- | ---- |
| Berliner Fernsehturm                                                         | Berlin                       | 52° 31′ 15″ N, 13° 24′ 34″ O | Deutsche Funkturm                                    | 368,0         | 1965–1969 | 1969       | Betonturm                       | Höchstes Bauwerk in Deutschland |      |
| Marinefunksendestelle Rhauderfehn                                            | Ostrhauderfehn und Saterland | 53° 5′ 22″ N, 7° 37′ 6″ O 53° 5′ 14″ N, 7° 36′ 31″ O 53° 5′ 0″ N, 7° 37′ 10″ O 53° 4′ 52″ N, 7° 36′ 35″ O 53° 4′ 36″ N, 7° 36′ 59″ O 53° 4′ 30″ N, 7° 36′ 23″ O 53° 4′ 11″ N, 7° 36′ 42″ O 53° 4′ 17″ N, 7° 37′ 18″ O                                                         | Deutsche Marine                                      | 352,8         | 1977–1982 | 1982       | Abgespannter Mast               | 8 Maste, gegen Erde isoliert |      |
| Sender Höhbeck                                                               | Gartow                       | 53° 3′ 56″ N, 11° 26′ 34″ O | Deutsche Funkturm                                    | 344           | 1977–1979 | 1979       | Abgespannter Mast               | |      |
| Europaturm                                                                   | Frankfurt am Main            | 50° 8′ 7″ N, 8° 39′ 17″ O | Deutsche Funkturm                                    | 337,5         | 1974–1979 | 1979       | Betonturm                       | Nach Bausubstanz (ohne Antenne) noch vor dem Berliner Fernsehturm das größte freistehende Bauwerk in Deutschland.                                                                                    |      |
| Hauptsendemast Burg                                                          | Burg                         | 52° 17′ 13″ N, 11° 53′ 51″ O |                                                      | 324           |           | 1953       | Abgespannter Mast               | |      |
| Sender Behren-Bokel                                                          | Sprakensehl                  | 52° 47′ 38″ N, 10° 31′ 57″ O | Deutsche Funkturm                                    | 323           | 1961      | 1961       | Abgespannter Mast               | zum Zeitpunkt seiner Fertigstellung 1961 das höchste Bauwerk in der Bundesrepublik Deutschland |      |
| Sendemast Wesel                                                              | Wesel                        | 51° 38′ 56″ N, 6° 34′ 40″ O | Deutsche Funkturm                                    | 320,8         | 1968      | 1968       | Abgespannter Mast               | |      |
| Schornstein des Braunkohlekraftwerkes Buschhaus                              | Helmstedt                    | 52° 10′ 18″ N, 10° 58′ 38″ O |                                                      | 307           |           | 1984       | Schornstein                     | Höchster Schornstein Deutschlands. |      |
| Sendemast Hamburg-Billwerder                                                 | Hamburg                      | 53° 31′ 9″ N, 10° 6′ 10″ O | Norddeutscher Rundfunk                               | 304           |           | 1960       | Abgespannter Mast               | |      |
| Sendemast Scharteberg                                                        | Scharteberg                  | 50° 13′ 7″ N, 6° 45′ 1″ O |                                                      | 302           |           | 1985       | Abgespannter Mast               | |      |
| Schornstein des Kraftwerkes Scholven                                         | Gelsenkirchen                | 51° 36′ 13″ N, 7° 0′ 7″ O 51° 36′ 2″ N, 7° 0′ 17″ O |                                                      | 302           |           | 1973/1984  | Schornstein                     | |      |
| Schornstein des Heizkraftwerkes Chemnitz-Nord                                | Chemnitz                     | 50° 51′ 28″ N, 12° 55′ 26″ O |                                                      | 301,8         |           | 1984       | Schornstein                     | |      |
| Sender Langenberg, Hauptsendemast                                            | Velbert-Langenberg           | 51° 21′ 23″ N, 7° 8′ 3″ O | Westdeutscher Rundfunk Köln                          | 301           |           | 1989/2000  | Abgespannter Mast               | |      |
| Commerzbank Tower                                                            | Frankfurt am Main            | 50° 6′ 40″ N, 8° 40′ 27″ O | Konsortium um Samsung Life Insurance                 | 300           | 1994–1997 | 1997       | Hochhaus                        | Höchstes Gebäude in Deutschland, Dachhöhe: 259 Meter |      |
| Schornstein des Kohlekraftwerkes Herne                                       | Herne                        | 51° 33′ 2″ N, 7° 11′ 15″ O |                                                      | 300           |           | 1989       | Schornstein                     | |      |
| Schornstein des Kohlekraftwerkes Duisburg-Walsum                             | Duisburg-Walsum              | 51° 31′ 43″ N, 6° 42′ 53″ O |                                                      | 300           |           | 1988       | Schornstein                     | |      |
| Windmessturm Schipkau                                                        | Schipkau                     | |                                                      | 300           | 2022-2023 | 2023       | Abgespannter Mast               | Soll die Windausbeute in großen Höhen für spätere Höhenwindräder erforschen. |      |
| Fernmeldeturm Nürnberg                                                       | Nürnberg                     | 49° 25′ 33″ N, 11° 2′ 20″ O | Deutsche Funkturm                                    | 292,8         | 1977–1980 | 1980       | Betonturm                       | |      |
| Olympiaturm                                                                  | München                      | 48° 10′ 28″ N, 11° 33′ 14″ O |                                                      | 291,3         | 1965–1968 | 1968       | Betonturm                       | |      |
| Sender Teutoburger Wald                                                      | Bielstein                    | 51° 54′ 22″ N, 8° 49′ 18″ O | Westdeutscher Rundfunk Köln                          | 290           | 1986      | 1986       | Abgespannter Mast               | Nachfolger eines 298 m hohen Turmes, der 1970 erbaut und am 15. Januar 1985 um 6:26 Uhr einstürzte. Neuer Turm ursprünglich 302 m, am 6./7. April 2006 aufgrund des Umbaus auf DVB-T gekürzt.        |      |
| Sender Püttlingen-Schoksberg                                                 | Püttlingen                   | 49° 17′ 29″ N, 6° 55′ 17″ O | Deutsche Funkturm                                    | 288,5         | 1976      | 1976       | Abgespannter Mast               | |      |
| Sendemast Steinkimmen                                                        | Ganderkesee                  | 53° 2′ 36″ N, 8° 27′ 31″ O | Norddeutscher Rundfunk                               | 285           | 2016      | 2017       | Abgespannter Mast               | Ersatz des alten Sendemasts |      |
| Schornstein des Kraftwerkes Bergkamen                                        | Bergkamen                    | 51° 38′ 12″ N, 7° 37′ 14″ O |                                                      | 284           |           | 1981       | Schornstein                     | |      |
| Telemax                                                                      | Hannover                     | 52° 23′ 35″ N, 9° 47′ 59″ O | Deutsche Funkturm                                    | 282           | 1989–1992 | 1992       | Betonturm                       | |      |
| Schornstein des Blocks E4 des Kraftwerkes Werdohl-Elverlingsen               | Werdohl                      | 51° 16′ 33″ N, 7° 42′ 26″ O |                                                      | 282           |           | 1982       | Schornstein                     | |      |
| Schornstein des Kohlekraftwerkes Gersteinwerk                                | Werne                        | 51° 40′ 25″ N, 7° 43′ 14″ O |                                                      | 282           |           | 1984       | Schornstein                     | |      |
| Sender Koblenz (Dieblich-Naßheck)                                            | Dieblich                     | 50° 15′ 36″ N, 7° 31′ 15″ O | Südwestrundfunk                                      | 280           | 1964      | 1964       | Abgespannter Mast               | |      |
| Sender Harz-West                                                             | Torfhaus                     | 51° 48′ 7″ N, 10° 31′ 56″ O |                                                      | 279,8         | 1955      | 1955       | Abgespannter Mast               | |      |
| Heinrich-Hertz-Turm                                                          | Hamburg                      | 53° 33′ 47″ N, 9° 58′ 33″ O | Deutsche Funkturm                                    | 276,5         | 1966–1968 | 1968       | Betonturm                       | |      |
| Schornstein des Kraftwerkes Ibbenbüren                                       | Ibbenbüren                   | 52° 17′ 9″ N, 7° 44′ 45″ O |                                                      | 275           |           | 1985       | Schornstein                     | |      |
| Schornstein des Kraftwerkes Wilhelmshaven                                    | Wilhelmshaven                | 53° 33′ 57″ N, 8° 8′ 46″ O |                                                      | 275           |           | 1976       | Schornstein                     | |      |
| Sender Mühlacker (Hauptsendemast)                                            | Mühlacker                    | 48° 56′ 28″ N, 8° 51′ 8″ O |                                                      | 273           |           | 1950       | Abgespannter Mast               | Gegen Erde isoliert |      |
| Sendemast Schwerin-Neu Zippendorf                                            | Schwerin                     | 53° 35′ 31″ N, 11° 27′ 20″ O |                                                      | 273           |           | 1957       | Abgespannter Mast               | Steht neben dem Schweriner Fernsehturm |      |
| Colonius                                                                     | Köln                         | 50° 56′ 50″ N, 6° 55′ 55″ O | Deutsche Funkturm                                    | 266           | 1978–1981 | 1981       | Betonturm                       | |      |
| Sendemasten Aholming                                                         | Aholming                     | 48° 43′ 51″ N, 12° 55′ 47″ O 48° 43′ 38″ N, 12° 56′ 2″ O | Media Broadcast                                      | 265           | 1987–1988 | 1988       | Abgespannter Mast               | 2 Maste |      |
| Fernmeldeturm Koblenz                                                        | Koblenz                      | 50° 18′ 32″ N, 7° 34′ 10″ O | Deutsche Funkturm                                    | 265,5         | 1974–1976 | 1976       | Turm                            | |      |
| Sendemast Dannenberg                                                         | Zernien                      | 53° 3′ 56″ N, 10° 53′ 50″ O | Norddeutscher Rundfunk                               | 258           | 1953      | 1953       | Abgespannter Mast               | |      |
| Messeturm                                                                    | Frankfurt am Main            | 50° 6′ 45″ N, 8° 39′ 10″ O | Europäische Investorengemeinschaft                   | 256,5         | 1988–1990 | 1990       | Hochhaus                        | 1991–1997 höchstes Gebäude in Europa |      |
| Fernsehturm Dresden                                                          | Dresden                      | 51° 2′ 24″ N, 13° 50′ 20″ O | Deutsche Funkturm                                    | 252           | 1964–1969 | 1969       | Betonturm                       | Zurzeit ohne touristische Nutzung |      |
| Schornstein des Kraftwerkes Voerde                                           | Voerde                       | 51° 34′ 38″ N, 6° 40′ 53″ O |                                                      | 250           |           | 1982       | Schornstein                     | |      |
| Schornstein des Blocks 6 des Kraftwerkes Bremen-Hafen                        | Bremen                       | 53° 7′ 30″ N, 8° 43′ 43″ O |                                                      | 256           |           | 1968       | Schornstein                     | |      |
| Schornsteine des Heizkraftwerk Altbach/Deizisau                              | Altbach                      | 48° 43′ 1″ N, 9° 22′ 3″ O 48° 43′ 3″ N, 9° 22′ 27″ O |                                                      | 250           |           |            | Schornstein                     | |      |
| Schornsteine des Kraftwerkes Heilbronn, Blöcke 5 bis 7                       | Heilbronn                    | 49° 10′ 32″ N, 9° 12′ 27″ O 49° 10′ 30″ N, 9° 12′ 26″ O |                                                      | 250           |           |            | Schornstein                     | |      |
| Schornsteine der Sinteranlage des ThyssenKrupp-Stahlwerk Duisburg-Schwelgern | Duisburg                     | 51° 30′ 14″ N, 6° 44′ 0″ O 51° 30′ 13″ N, 6° 44′ 0″ O |                                                      | 250           |           |            | Schornstein                     | |      |
| Großer Schornstein der DK-Recyclingwerke Duisburg-Hochfeld                   | Duisburg                     | 51° 25′ 20″ N, 6° 44′ 21″ O |                                                      | 250           |           |            | Schornstein                     | |      |
| Schornstein des Heizkraftwerkes Köln-Merkenich                               | Köln                         | 51° 1′ 5″ N, 6° 57′ 52″ O |                                                      | 250           |           |            | Schornstein                     | |      |
| Schornstein Kraftwerk Staudinger                                             | Großkrotzenburg              | 50° 5′ 18″ N, 8° 57′ 6″ O |                                                      | 250           |           |            | Schornstein                     | |      |
| Schornstein Kraftwerk Lünen                                                  | Lünen                        | 51° 36′ 51″ N, 7° 28′ 53″ O |                                                      | 250           |           |            | Schornstein                     | |      |
| Schornstein Kraftwerk Mehrum                                                 | Mehrum                       | 52° 18′ 54″ N, 10° 5′ 38″ O |                                                      | 250           |           |            | Schornstein                     | |      |
| Sendemast Hamburg-Rahlstedt                                                  | Hamburg                      | 53° 37′ 33″ N, 10° 11′ 45″ O | Deutsche Funkturm                                    | 250           | 1994      | 1994       | Abgespannter Mast               | |      |
| Sender Köpenick, J2-Sendemast                                                | Berlin                       | 52° 28′ 31″ N, 13° 35′ 32″ O |                                                      | 248           | 1951–1952 | 1952       | Abgespannter Stahlrohrmast      | Geerdet, 1984 demontiert und in Wachenbrunn mit verminderter Höhe (142,8 m) wieder aufgebaut |      |
| TK-Elevator-Testturm                                                         | Rottweil                     | 48° 10′ 45,0″ N, 008° 37′ 31,0″ O |                                                      | 246           | 2014–2017 | 2017       |                                 | Höchstes Bauwerk mit Textilfassade Höchste Aussichtsplattform Deutschlands (232 m) Erstes Bauwerk, dass aktiv in Schwingungen gesetzt werden kann Weltweit zweithöchster Testturm für Aufzugsanlagen |      |
| Sender Saarburg                                                              | Schoden                      | 49° 37′ 43″ N, 6° 36′ 47″ O | Südwestrundfunk                                      | 245           | 1985–1986 | 1986       | Abgespannter Mast               | |      |
| Sender Rostock-Toitenwinkel                                                  | Rostock                      | 54° 7′ 46″ N, 12° 7′ 34″ O | Deutsche Funkturm                                    | 245,4         | 2013–2014 | 2014       | Abgespannter Mast               | |      |
| Schornstein des Kraftwerkes im Chemiepark Marl II                            | Marl                         | 51° 41′ 4″ N, 7° 6′ 0″ O |                                                      | 241           |           | 1983       | Schornstein                     | |      |
| Rheinturm Düsseldorf                                                         | Düsseldorf                   | 51° 13′ 4″ N, 6° 45′ 42″ O | Deutsche Funkturm, Stadt Düsseldorf                  | 240,5         | 1979–1982 | 1982       | Turm                            | Drehrestaurant auf 172,5 m, 2004 höherer Sendemast |      |
| Schornstein des Kraftwerkes Scholven A                                       | Gelsenkirchen                | 51° 36′ 0″ N, 7° 0′ 20″ O |                                                      | 240,5         |           |            | Schornstein                     | |      |
| Sendemast Thurnau                                                            | Thurnau                      | 49° 59′ 15″ N, 11° 22′ 36″ O | Media Broadcast                                      | 240           | 1979–1980 | 1980       | Abgespannter Mast               | Gegen Erde isoliert |      |
| Schornstein Kraftwerk Voerde                                                 | Voerde                       | 51° 34′ 36″ N, 6° 41′ 7″ O | Steag, RWE Generation SE                             | 240           |           | 2005       | Schornstein                     | |      |
| Schornsteine Kraftwerk Bexbach                                               | Bexbach                      | 49° 21′ 49″ N, 7° 14′ 13″ O | Kraftwerk Bexbach Verwaltungsgesellschaft mbH, Steag | 240           |           | 1983       | Schornstein                     | |      |
| Main Tower                                                                   | Frankfurt am Main            | 50° 6′ 44″ N, 8° 40′ 20″ O |                                                      | 240,0         | 1996–1999 | 1999       | Hochhaus                        | Dachhöhe: 200 m |      |
| Schornstein des Cuno-Kraftwerks                                              | Herdecke                     | 51° 24′ 15″ N, 7° 24′ 49″ O | Mark-E                                               | 240           |           | 1982       | Schornstein                     | |      |
| Sender Aurich-Popens                                                         | Aurich                       | 53° 27′ 42″ N, 7° 30′ 25″ O | Norddeutscher Rundfunk                               | 238           | 1961      | 1961       | Abgespannter Mast               | |      |
| J1-Sendemast Wiederau                                                        | Wiederau                     | 51° 11′ 4″ N, 12° 17′ 3″ O |                                                      | 236           | 1969–1970 | 1970       | Abgespannter Mast               | Gegen Erde isoliert |      |
| Fernmeldeturm Bremen                                                         | Bremen-Walle                 | 53° 5′ 45″ N, 8° 47′ 31″ O | Deutsche Funkturm                                    | 235,7         | 1982–1986 | 1986       | Betonturm                       | |      |
| Sendemast Schleptruper Egge                                                  | Bramsche                     | 52° 22′ 29″ N, 8° 1′ 48″ O | Deutsche Funkturm                                    | 234           |           |            | Abgespannter Mast               | |      |
| FOUR                                                                         | Frankfurt am Main            | 50° 6′ 44″ N, 8° 40′ 24″ O | Groß & Partner                                       | 233           | 2019–2024 | 2024       | Hochhaus                        | |      |
| Schornstein Block 7/8, Rheinhafen-Dampfkraftwerk Karlsruhe                   | Karlsruhe                    | 49° 0′ 41″ N, 8° 18′ 14″ O |                                                      | 233           |           | 1985       | Schornstein                     | |      |
| Schornsteine Kraftwerk Weiher                                                | Quierschied                  | 49° 20′ 5″ N, 7° 2′ 8″ O | Steag                                                | 232           |           | 1976       | Schornstein                     | |      |
| Sendemast Bungsberg                                                          | Bungsberg                    | 54° 13′ 0″ N, 10° 43′ 7″ O | Norddeutscher Rundfunk                               | 231           | 2004      | 2004       | Abgespannter Mast               | 2004 durch Neukonstruktion gleicher Höhe ersetzt |      |
| Sendemast Dillberg                                                           | Dillberg                     | 49° 19′ 25″ N, 11° 22′ 50″ O | Bayerischer Rundfunk                                 | 231           |           | 1991       | Abgespannter Mast               | Geerdet mit Reusenantenne für Mittelwelle |      |
| Sender Aachen-Stolberg                                                       | Stolberg (Rhld.)             | 50° 46′ 44″ N, 6° 14′ 37″ O | Westdeutscher Rundfunk Köln                          | 231           | 1993      | 1993       | Abgespannter Mast               | |      |
| Windenergieanlage Hausbay-Bickenbach N131/3300 PH164                         | Hausbay                      | 50° 6′ 58″ N, 7° 32′ 37″ O |                                                      | 230           |           | 2016       | Stahl-Beton-Hybridrohrturm      | Höchste Windkraftanlage der Welt mit einem Rotordurchmesser von 131 m und einer Nabenhöhe von 164 m (siehe auch #Windkraftanlagen)                                                                   |      |
| Sendemast Berlin-Scholzplatz                                                 | Berlin                       | 52° 30′ 22″ N, 13° 13′ 10″ O | Rundfunk Berlin-Brandenburg                          | 230           | 1963      | 1963       | Abgespannter Mast               | |      |
| Fernmeldeturm Kiel                                                           | Kiel                         | 54° 18′ 2″ N, 10° 7′ 6″ O | Deutsche Funkturm                                    | 226,9         | 1973–1974 | 1974       | Betonturm                       | |      |
| Friedrich-Clemens-Gerke-Turm                                                 | Cuxhaven                     | 53° 51′ 23″ N, 8° 40′ 39″ O | Deutsche Funkturm                                    | 230           | 1990–1991 | 1992       | Betonturm                       | |      |
| Schornstein Kraftwerk Voerde                                                 | Voerde                       | 51° 34′ 44″ N, 6° 40′ 45″ O | Steag, RWE Generation SE                             | 230           |           | 2005       | Schornstein                     | |      |
| Schornstein Rheinhafen-Dampfkraftwerk Karlsruhe, Block 8                     | Karlsruhe                    | |                                                      | 233           |           | 2008       | Schornstein                     | |      |
| Fernmeldeturm Münster                                                        | Münster                      | 51° 57′ 0″ N, 7° 39′ 59″ O | Deutsche Funkturm                                    | 229,5         | 1985–1986 | 1986       | Turm                            | |      |
| Elbekreuzung 2, Tragmast Süd                                                 | Stade                        | 53° 35′ 40″ N, 9° 35′ 28″ O |                                                      | 227           | 1976–1978 | 1978       | Stahlfachwerkturm               | |      |
| Elbekreuzung 2, Tragmast Nord                                                | Hetlinger Schanze            | 53° 36′ 8″ N, 9° 36′ 12″ O |                                                      | 227           | 1976–1978 | 1978       | Stahlfachwerkturm               | 2 Freileitungsmaste |      |
| Sendemast Lingen                                                             | Lingen                       | 52° 32′ 6″ N, 7° 21′ 11″ O | Norddeutscher Rundfunk                               | 227           | 1962      | 1962       | Abgespannter Mast               | Geerdeter Sendemast mit Reusenantenne für Mittelwelle |      |
| Schornstein Kraftwerk Heyden                                                 | Petershagen                  | 52° 22′ 54″ N, 8° 59′ 55″ O | Uniper                                               | 227           |           | 1987       | Schornstein                     | |      |
| Sendemast Kreuzberg                                                          | Kreuzberg                    | 50° 22′ 10″ N, 9° 58′ 50″ O | Bayerischer Rundfunk                                 | 227           | 1985      | 1985       | Abgespannter Mast               | |      |
| Sendemast Verden-Kirchlinteln                                                | Kirchlinteln                 | 52° 54′ 34″ N, 9° 18′ 22″ O | Deutsche Funkturm                                    | 225           | 1966      | 1969       | Abgespannter Mast               | |      |
| Schornstein Heizwerk Altchemnitz                                             | Chemnitz-Altchemnitz         | 50° 47′ 55″ N, 12° 55′ 3″ O | Eins Energie in Sachsen                              | 225           |           |            | Schornstein                     | |      |
| Sender Schnee-Eifel                                                          | Bleialf                      | 50° 15′ 17″ N, 6° 21′ 32″ O | Deutsche Funkturm                                    | 223           | 1965      | 1965       | Abgespannter Mast               | |      |
| Sender Hoher Meißner, UKW- und TV-Sendemast                                  | Hoher Meißner                | 51° 12′ 26″ N, 9° 50′ 52″ O | Hessischer Rundfunk, Deutsche Funkturm               | 220           | 1951      | 1952       | Abgespannter Mast               | |      |
| Sender Rimberg                                                               | Rimberg                      | 50° 47′ 51″ N, 9° 27′ 40″ O | Hessischer Rundfunk                                  | 220           | 1964      | 1964       | Abgespannter Mast               | |      |
| Schornstein Kraftwerk Zolling                                                | Zolling                      | 48° 27′ 19″ N, 11° 47′ 58″ O |                                                      | 220           |           | 1985       | Schornstein                     | |      |
| Sendemast Peheim                                                             | Cloppenburg                  | 52° 53′ 17″ N, 7° 51′ 0″ O | Deutsche Funkturm                                    | 220           | 1967      | 1967       | Abgespannter Mast               | |      |
| Sendemast Schwabach                                                          | Heidenberg                   | 49° 17′ 1″ N, 10° 59′ 13″ O | Deutsche Funkturm                                    | 219           | 1963      | 1963       | Abgespannter Mast               | Auch als Sender Neppersreuth bekannt |      |
| Sendemast Büttelberg                                                         | Büttelberg                   | 49° 24′ 53″ N, 10° 22′ 41″ O | Bayerischer Rundfunk                                 | 219           | 1969      | 1969       | Abgespannter Mast               | |      |
| Sendemast Heidelstein                                                        | Heidelstein                  | 50° 27′ 38″ N, 10° 0′ 24″ O | Deutsche Funkturm                                    | 218,6         | 1969      | 1969       | Abgespannter Mast               | |      |
| Schornstein des Kraftwerkes Voerde (Kraftwerk West)                          | Voerde                       | | Steag, RWE Generation SE                             | 218           |           | 1970       | Schornstein                     | |      |
| Fernmeldeturm Mannheim                                                       | Mannheim                     | 49° 29′ 13″ N, 8° 29′ 32″ O | Deutsche Funkturm                                    | 217,8         | 1973–1975 | 1975       | Turm                            | |      |
| Fernsehturm Stuttgart                                                        | Stuttgart-Degerloch          | 48° 45′ 21″ N, 9° 11′ 25″ O | Südwestrundfunk                                      | 216,6         | 1954–1955 | 1956       | Turm                            | Weltweit erster Stahlbetonturm dieser Art |      |
| Sender Flensburg                                                             | Flensburg                    | 54° 47′ 22″ N, 9° 27′ 6″ O | Norddeutscher Rundfunk                               | 215           | 1988–1990 | 1990       | Abgespannter Mast               | Sendemast für UKW, TV und MW, gegen Erde isoliert, 1990 demontiert |      |
| Fernmeldeturm Berlin-Schäferberg                                             | Berlin                       | 52° 25′ 3″ N, 13° 7′ 40″ O | Deutsche Funkturm                                    | 212           | 1961–1963 | 1964       | Turm                            | |      |
| Sendemast Sender Hühnerberg (Schwaben)                                       | Hühnerberg                   | 48° 47′ 8″ N, 10° 40′ 6″ O | Bayerischer Rundfunk                                 | 212           |           | 1965       | Abgespannter Mast               | Sprengung am 1. April 2014 |      |
| UHF-Sendemast Wiederau                                                       | Wiederau                     | 51° 11′ 4″ N, 12° 17′ 8″ O |                                                      | 212           | 1969–1970 | 1970       | Abgespannter Mast               | |      |
| Sendemast Königs Wusterhausen                                                | Königs Wusterhausen          | 52° 18′ 19″ N, 13° 37′ 2″ O |                                                      | 210           |           | 1925       | Abgespannter Mast               | Gegen Erde isoliert |      |
| Rohrmaste des Senders Burg                                                   | Burg                         | 52° 17′ 17″ N, 11° 54′ 24″ O 52° 17′ 17″ N, 11° 54′ 29″ O | Media Broadcast                                      | 210           |           | 1953       | Abgespannter Mast               | Gegen Erde isoliert, bis 2006 2 Maste |      |
| Schornstein Kraftwerk Gustav Knepper                                         | Dortmund                     | 51° 34′ 7″ N, 7° 20′ 57″ O | Hagedorn Unternehmensgruppe                          | 210           |           | 1969–1971  | Schornstein                     | Sprengung am 17. Februar 2019 |      |
| Schornstein Block 5/6, Rheinhafen-Dampfkraftwerk Karlsruhe                   | Karlsruhe                    | 49° 0′ 45″ N, 8° 18′ 7″ O |                                                      | 210           |           |            | Schornstein                     | |      |
| Schornstein MiRO                                                             | Karlsruhe                    | 49° 3′ 34″ N, 8° 19′ 47″ O |                                                      | 210           |           | 1978       | Schornstein                     | |      |
| Sendemast Kettrichhof                                                        | Kettrichhof                  | 49° 8′ 44″ N, 7° 35′ 13″ O | Südwestrundfunk                                      | 210           | 1985      | 1985       | Abgespannter Mast               | |      |
| Sender Biedenkopf                                                            | Biedenkopf                   | 50° 57′ 4″ N, 8° 31′ 55″ O | Hessischer Rundfunk                                  | 210           | 1982      | 1982       | Abgespannter Mast               | |      |
| Neuer UKW-Sendemast Ismaning                                                 | Ismaning                     | | Bayerischer Rundfunk                                 | 210           |           | 2010       | Abgespannter Mast               | |      |
| Florianturm                                                                  | Dortmund                     | 51° 29′ 48″ N, 7° 28′ 36″ O | Deutsche Funkturm                                    | 208,6         | 1958–1959 | 1959       | Turm                            | 137,54 m Drehrestaurant, 141,88 m und 144,7 m Aussichten |      |
| Sendemast Göttelborner Höhe                                                  | Saarbrücken                  | 49° 20′ 26″ N, 7° 0′ 56″ O | Saarländischer Rundfunk                              | 208           | 1959      | 1959       | Abgespannter Mast               | |      |
| Westendstraße 1                                                              | Frankfurt am Main            | 50° 6′ 38″ N, 8° 39′ 44″ O | DZ Bank                                              | 208,0         | 1990–1993 | 1993       | Hochhaus                        | |      |
| Sender Hornisgrinde                                                          | Hornisgrinde                 | 48° 36′ 39″ N, 8° 12′ 7″ O | Südwestrundfunk                                      | 206,8         | 1971–1972 | 1972       | Turm                            | |      |
| Schornstein Stahl- und Hartgusswerk Bösdorf                                  | Knautnaundorf                | 51° 14′ 47″ N, 12° 16′ 13″ O |                                                      | 205           |           |            | Schornstein                     | |      |
| Sender Donnersberg                                                           | Donnersberg                  | 49° 37′ 29″ N, 7° 55′ 25″ O | Südwestrundfunk                                      | 204,8         | 1961–1962 | 1962       | Turm                            | |      |
| Fernmeldeturm Helpterberg                                                    | Helpter Berge                | 53° 29′ 1″ N, 13° 36′ 8″ O | Deutsche Funkturm                                    | 203,2         | 1981      | 1981       | Turm                            | |      |
| Neubau der Europäischen Zentralbank                                          | Frankfurt am Main            | 50° 6′ 34″ N, 8° 42′ 9″ O | Europäische Zentralbank                              | 201           | 2010–2014 | 2015       | Hochhaus                        | |      |
| Langwellensender Mainflingen, Mast VI, VII, VIII, IX, X, XI, XII, XIV, XV    | Mainhausen                   | 50° 0′ 46″ N, 9° 0′ 25,5″ O, 50° 0′ 41,6″ N, 9° 0′ 38,9″ O, 50° 0′ 39,5″ N, 9° 0′ 28,8″ O, 50° 0′ 51,2″ N, 9° 0′ 41,4″ O, 50° 0′ 53,6″ N, 9° 0′ 58,7″ O, 50° 1′ 3,7″ N, 9° 0′ 51″ O, 50° 1′ 10,6″ N, 9° 0′ 39,5″ O, 50° 0′ 27,1″ N, 9° 0′ 55″ O, 50° 0′ 21,1″ N, 9° 1′ 9,9″ O |                                                      | 200           | 1959      | 1959       | Abgespannte Stahlfachwerkmasten | Gegen Erde isolierte, abgespannte Stahlfachwerkmasten als Träger von T- und Dreieckflächenantennen für Langwellenfunkdienste                                                                         |      |
| Messmast KIT Campus Nord                                                     | Eggenstein-Leopoldshafen     | 49° 5′ 29″ N, 8° 25′ 30″ O |                                                      | 200           |           | 1966       | Abgespannter Mast               | Meteorologische Aufzeichnungen seit 1972 |      |
| Stadtwerketurm                                                               | Duisburg                     | 51° 25′ 48″ N, 6° 45′ 11″ O |                                                      | 200           | 1966–1967 | 1967       | Schornstein                     | |      |
| Innovationskraftwerk Dresden-Reick                                           | Dresden-Reick                | 51° 1′ 28″ N, 13° 47′ 0″ O | Drewag                                               | 200           |           | 1976       | Schornstein                     | |      |
| Schornstein des Blocks E3 des Kraftwerkes Werdohl-Elverlingsen               | Werdohl                      | 51° 16′ 33″ N, 7° 42′ 24″ O | Mark-E                                               | 200           |           | 1971       | Schornstein                     | |      |
| Schornstein Muldenhütten I                                                   | Hilbersdorf                  | 50° 54′ 7″ N, 13° 23′ 13″ O |                                                      | 200           |           | 1972       | Schornstein                     | |      |
| Schornstein VEB Elektrokohle Lichtenberg                                     | Berlin                       | 52° 31′ 36″ N, 13° 29′ 27″ O |                                                      | 200           |           |            | Schornstein                     | Abbruch im Mai 1993 |      |
| Schornstein Muldenhütten II                                                  | Hilbersdorf                  | 50° 54′ 9″ N, 13° 23′ 11″ O |                                                      | 200           |           | 1982       | Schornstein                     | |      |
| Schornstein Grosskraftwerk Mannheim                                          | Mannheim-Neckarau            | 49° 26′ 40″ N, 8° 29′ 53″ O 49° 26′ 37″ N, 8° 30′ 10″ O |                                                      | 200           |           |            | Schornstein                     | |      |
| Bayer-Schornstein Leverkusen                                                 | Leverkusen                   | 51° 0′ 45″ N, 6° 58′ 35″ O |                                                      | 200           |           |            | Schornstein                     | |      |
| Schornstein Müllheizkraftwerk Essen-Karnap                                   | Essen-Karnap                 | 51° 30′ 54″ N, 6° 59′ 38″ O |                                                      | 200           |           |            | Schornstein                     | |      |
| Schornstein Kraftwerk Westfalen                                              | Hamm-Uentrop                 | 51° 40′ 49″ N, 7° 58′ 13″ O | RWE                                                  | 200           |           | 1963       | Schornstein                     | |      |
| Kühlturm Kraftwerk Niederaußem                                               | Niederaußem                  | 50° 59′ 46″ N, 6° 40′ 17″ O |                                                      | 200           |           | 2002       | Kühlturm                        | Zweithöchster Kühlturm der Welt |      |
| Großer Schornstein der Hüttenwerke Krupp Mannesmann Duisburg-Huckingen       | Duisburg                     | 51° 22′ 15″ N, 6° 42′ 48″ O |                                                      | 200           |           |            | Schornstein                     | |      |
| Schornstein Kraftwerk Irsching                                               | Irsching                     | 48° 46′ 1″ N, 11° 34′ 45″ O 48° 46′ 1″ N, 11° 34′ 49″ O 48° 46′ 1″ N, 11° 34′ 53″ O | Uniper                                               | 200           |           |            | Schornstein                     | |      |
| Schornstein Kraftwerk Ingolstadt                                             | Ingolstadt                   | 48° 45′ 43″ N, 11° 30′ 12″ O | Uniper Kraftwerke                                    | 200           |           |            | Schornstein                     | |      |
| Schornstein Block P/Q, Kraftwerk Frimmersdorf                                | Frimmersdorf                 | 51° 3′ 18″ N, 6° 34′ 36″ O | RWE Power                                            | 200           |           |            | Schornstein                     | |      |
| Schornsteine der Wilhelmshavener Raffinerie                                  | Wilhelmshaven                | 53° 36′ 50″ N, 8° 5′ 28″ O 53° 36′ 54″ N, 8° 5′ 43″ O |                                                      | 200           |           |            | Schornstein                     | |      |
| Schornstein Kraftwerk Schkopau                                               | Schkopau                     | 51° 23′ 54″ N, 11° 57′ 1″ O | Uniper Kraftwerke, EP Energy                         | 200           |           | 1995       | Schornstein                     | |      |
| Schornstein Müllverbrennungsanlage Asdonkshof                                | Kamp-Lintfort                | 51° 31′ 23″ N, 6° 34′ 32″ O |                                                      | 200           |           | 1995       | Schornstein                     | |      |
| Tower 185                                                                    | Frankfurt am Main            | 50° 6′ 36″ N, 8° 39′ 21″ O |                                                      | 200           | 2008–2012 | 2012       | Hochhaus                        | |      |
| Windmessmast Rödeser Berg                                                    | Wolfhagen                    | |                                                      | 200           |           | 2011       | Abgespannter Stahlfachwerkmast  | |      |

## Höchste Bauwerke nach Zweck/Konstruktionstyp

### Türme
- Freistehender Turm: Berliner Fernsehturm, Berlin, 368 m
- Betonturm: Berliner Fernsehturm, Berlin, 368 m
- Testturm: TK-Elevator-Testturm, Rottweil, 246 m
- Stahlfachwerkturm: Tragmaste der Elbekreuzung 2, Stade, 227 m (vor 1972: Mittelturm Königs Wusterhausen, Königs Wusterhausen, 243 m)
- Freileitungsmast: Tragmaste der Elbekreuzung 2, Stade, 227 m
- Kühlturm: Kühlturm des Blocks K des Kraftwerkes Niederaußem, Bergheim/Erft: 200 m
- Stahlfachwerkturm (Sendeturm): Funkturm Leipzig, Leipzig, 191 m
- Kirchturm: Ulmer Münster, Ulm: 161 m
- Fahrgeschäft: Highlander, Hansa-Park, 120 Meter[18]
- Seilbahnstütze: Stütze der Seilbahn Zugspitze, Garmisch-Partenkirchen: 127 m
- Leuchtturm: Neuer Leuchtturm Wangerooge, Wangerooge: 67 m
- Holzturm: Windkraftanlage Hannover-Marienwerder: 100 m (1933–1945: Sendeturm Mühlacker, Mühlacker: 190 m, 1945–1948: Sendeturm Tegel, Berlin: 165 m, 1948–1983: Sendeturm Ismaning, Ismaning: 163 m, 2002–2012: Funkturm Rottenbuch, Rottenbuch, 66 m)

### Schornsteine
- Schornstein: Kraftwerk Buschhaus, Helmstedt: 307 m
- Schornstein: Heizkraftwerk Chemnitz-Nord, Chemnitz: 302 m
- Schornstein: Kraftwerk Scholven, Gelsenkirchen: 302 m
- Schornstein: Kraftwerk Duisburg-Walsum: 300 m
- Schornstein: Kraftwerk Bergkamen, 284 m
- Schornstein: Gersteinwerk, Werne, 282 m
- Schornstein: Kraftwerk Ibbenbüren: 275 m
- Schornstein: Heizkraftwerk Köln-Merkenich: 250 m
- Schornstein: Kraftwerk Hagenwerder, Werk III, Görlitz/OT Hagenwerder: 250 m (letzter Teil 2015 gesprengt)
- Schornstein: Damalige Duisburger Kupferhütte heute DK Recyclinghof: 250 m (200 m gegossen, 50 m gemauert)

weitere Schornsteine unter 250 m sind der Gesamtübersicht zu entnehmen.

### Gebäude
Gebäudehöhe ohne Antennen
- Hochhaus: Commerzbank Tower, Frankfurt am Main: 259 m
- Industriegebäude: Kesselhaus des Blocks K des Kraftwerkes Niederaußem, Bergheim/Erft: 172 m
- Hotel: Westend Gate, Frankfurt am Main: 159,3 m
- Wohnhochhaus: Grand Tower (Frankfurt am Main), Frankfurt: 180 m
- Silo: Schapfenmühle, Ulm: 116 m

### Abgespannte Maste
- Einstmals höchster abgespannter Mast (geerdet): Sendemasten Donebach, Mudau: 363 m (2018 gesprengt)
- Höchster abgespannter Mast (isoliert): Sendemasten DHO38, Saterland: 353 m
- Hybridturm: Fernsehturm Waldenburg: 145 m (2009 demontiert)

### Brücken und Dämme
Bei allen Brücken ist die Höhe des höchsten Pfeilers angegeben
- Brücke (Autobahnbrücke): Kochertalbrücke, Geislingen am Kocher: 178 m
- Schrägseilbrücke: Rheinbrücke Düsseldorf-Flehe, Düsseldorf: 146 m
- Damm: Rappbode-Talsperre, Hasselfelde: 106 m
- Eisenbahnbrücke: Müngstener Brücke, überspannt die Wupper zwischen Remscheid und Solingen: 69 m

Die obere Begrenzung ist durch die Lage des horizontalen Gleises in seiner ganzen Länge gekennzeichnet. Die maximale Höhe über der tiefsten Stelle des überspannten Geländes, der Oberfläche der Wupper, ist 107 m.

### Windkraftanlagen
Viele seriengefertigte Windkraftanlagen können ebenfalls Gesamthöhen von 200 m und darüber hinaus bis zur Blattspitze erreichen. Mit Stand Oktober 2017 war eine GE 3.4-137 im Naturstromspeicher Gaildorf mit 246,5 m Gesamthöhe die höchste Windkraftanlage Deutschlands. Für hohe Windkraftanlagen siehe daher die nach Bundesländern aufgeschlüsselten Listen von Windkraftanlagen:

Baden-Württemberg |
Bayern |
Berlin |
Brandenburg |
Bremen |
Hamburg |
Hessen |
Mecklenburg-Vorpommern |
Niedersachsen |
Nordrhein-Westfalen |
Rheinland-Pfalz |
Saarland |
Sachsen |
Sachsen-Anhalt |
Schleswig-Holstein |
Thüringen

## Höchste Bauwerke nach Land

### Baden-Württemberg
- Sendemast Mühlacker Sender Mühlacker, 273 m
- Schornsteine der Kraftwerke Heilbronn Blöcke 5 bis 7, und Altbach-Deizisau, jeweils 250 m
- Windrad im Naturstromspeicher Gaildorf, 246,5 m
- Thyssenkrupp Testturm, 246 m, Aufzugstestturm für Expressaufzüge von der thyssenkrupp Elevator AG in Rottweil, Aussichtsplattform in 232 m Höhe (höchste Aussichtsplattform Deutschlands) und höchster freistehender Turm in Baden-Württemberg
- Fernmeldeturm Mannheim, 217,8 m
- Fernsehturm Stuttgart, dritthöchster Turm in Baden-Württemberg und weltweit erster Fernsehturm dieser Art (Stahlbetonturm), 216 m
- Ulmer Münster, höchster Kirchturm der Welt, 161,53 m

### Bayern
- Fernmeldeturm Nürnberg, 292,80 m
- Olympiaturm München, 291,28 m
- Schornstein Kraftwerk Zolling, 220 m
- Schornstein Uniper Kraftwerk Irsching, 200 m

### Berlin
- Turm: Berliner Fernsehturm, Mitte, 368 m
- Sendemast: Sendemast Scholzplatz, Westend, 230 m
- Turm:  Fernmeldeturm Berlin-Schäferberg, Wannsee, 212 m
- Windkraftanlagen: Pankow I-VI, Buch, 179 m–229 m
- Hochhaus: Estrel Tower, Neukölln, 176 m
- Schornstein: Heizkraftwerk Marzahn, Marzahn 169 m
- Turm: Berliner Funkturm, Westend, 147 m
- Schornstein: Heizkraftwerk Klingenberg, Rummelsburg, 144 m
- Hochhaus: Edge East Side Tower, Friedrichshain  142 m
- Hochhaus: Treptowers, Alt-Treptow, 125 m
- Hotel: Park Inn, Berlin-Mitte, 125 m

### Brandenburg
- Windmessturm Schipkau, 300 m
- Sender Königs Wusterhausen (Mast 17), 210 m
- Kraftwerk Schwarze Pumpe, 161 m
- Windkraftanlage Laasow, 160 m
- Schornstein Sinteranlage ArcelorMittal Eisenhüttenstadt in Eisenhüttenstadt, 130 m
- Tropical Islands in Krausnick, 107 m
- Gasometer ArcelorMittal Eisenhüttenstadt in Eisenhüttenstadt, 104 m
- Oderturm in Frankfurt (Oder), 88,95 m

### Bremen
- Schornstein Kraftwerk Bremen-Hafen, Block 6, 250 m
- Fernmeldeturm Bremen, 235,70 m
- Kraftwerk Mittelsbüren, Schornstein Block 4, 197 m
- Fallturm Bremen, 146 m, Bauzeit 1988–90
- Atlantic Hotel Sail City, Bremerhaven, 140 m
- Richtfunkturm Bremerhaven, 107,3 m, Bauzeit 1962–65
- Türme des Domes St. Petri zu Bremen, 92 m; höchste Kirchtürme Bremens
- Weser Tower, 82 m; entworfen von Helmut Jahn; Fertigstellung 2009

### Hamburg
- UKW- und TV-Sendemast Billwerder, 304 m

- Fernsehsender Heinrich-Hertz-Turm („Tele-Michel“), 280 m

### Hessen
- Fernmeldeturm: Europaturm, Frankfurt am Main, 337,5 m
- Bürohochhaus: Commerzbank Tower, Frankfurt am Main, 300 m mit Antenne und Sockel, ohne 259 m
- Wohnhochhaus:  Grand Tower, Frankfurt am Main, 180 m
- Hotel: Marriott Hotel, Frankfurt am Main, 159 m
- Getreidesilo: Henninger-Turm, Frankfurt am Main, 120 m (2013 abgerissen; wurde durch einen formähnlichen Wohnturm ersetzt)
- Kirchturm: Kaiserdom St. Bartholomäus, Frankfurt am Main, 95 m

### Mecklenburg-Vorpommern
- Sendemasten:
  - Mueßer Holz, 273 m
  - Sender Rostock-Toitenwinkel, 245,4 m
- Fernsehtürme:
  - Fernmeldeturm Rostock, 140 m
  - Schweriner Fernsehturm mit Aussichtsplattform, 136 m
- Kirchtürme
  - Schweriner Dom, 117,5 m
  - Petrikirche in Rostock, 117 m
- Hochhäuser:
  - WIRO-Hochhaus in Rostock („Windmühle“), 77 m
  - Hotel Neptun in Rostock-Warnemünde, 64 m
  - HKB-Turm in Neubrandenburg, 56 m

### Niedersachsen
- Sendemasten von DHO38, 352,8 m
- Sendemast Gartow 2, 344 m
- Sendemast Sender Behren-Bokel, 323 m
- Schornstein des Kraftwerkes Buschhaus, 307 m
- Sender Steinkimmen, 285 m
- Telemax, Hannover, 282 m
- Sendemast des Senders Harz-West, 279,8 m
- Sender Schleptruper Egge, Bramsche, 237 m
- Friedrich-Clemens-Gerke-Turm, Cuxhaven, 230 m
- Sendemast Lingen, 227 m
- Schornstein des Heizkraftwerkes Braunschweig-Mitte, Braunschweig, 198 m
- Fernmeldeturm Lamstedt, 171 m
- Fernmeldeturm Rosengarten, 161 m
- Fernmeldeturm Osnabrück, 158 m
- Fernmeldeturm Broitzem, Braunschweig, 154,65 m
- Sendemast Hemmingen, 149,5 m
- Fernmeldeturm Wardböhmen, 145 m
- Telemoritz, Hannover, 141 m
- Heizkraftwerk Wolfsburg West, Wolfsburg, 140 m
- Fernmeldeturm Wahnbek, Rastede, 134 m
- Heizkraftwerk Wolfsburg Nord/Süd, Wolfsburg, 125 m
- Heizkraftwerk Linden, Hannover, 125 m
- Turm der St. Andreas-Kirche, Hildesheim, 114,5 m

### Nordrhein-Westfalen
- Sendemast Wesel, 320,8 m, Sendemast
- Schornstein Kraftwerk Scholven, 302 m
- Sender Langenberg, 301 m, Sendemast
- Schornstein Kohlekraftwerk Herne, 300 m
- Schornstein Kohlekraftwerk Duisburg-Walsum, 300 m
- Grundnetzsender Teutoburger Wald, 290 m, Sendemast
- Schornstein Kraftwerk Bergkamen, 284 m
- Schornstein Kohlekraftwerk Gersteinwerk, 282 m
- Schornstein Kohlekraftwerk Ibbenbüren, 275 m
- Colonius, Köln, 266 m, Fernmeldeturm
- Schornstein Heizkraftwerk Köln-Merkenich, 250 m
- Schornstein Kohlekraftwerk Voerde, 250 m
- Rheinturm, Düsseldorf, 240,5 m, Fernmeldeturm
- Schornstein Cuno-Kraftwerk, 240 m
- Sender Aachen-Stolberg, 231 m
- Fernmeldeturm Münster, Münster, 229,5 m, Fernmeldeturm
- Florianturm, Dortmund, 208,56 m, Fernmeldeturm
- Kohlekraftwerk Niederaußem, Bergheim, 200 m, Kühlturm
- Schornstein Stadtwerketurm, Duisburg, 200 m
- Kohlekraftwerk Duisburg-Walsum, 181 m, Kühlturm
- Kohlekraftwerk Neurath, 172 m, Kühlturm
- Fernmeldeturm Hünenburg (Bielefeld), 165 m, Fernmeldeturm
- Kohlekraftwerk Voerde, 165 m, Kühlturm
- Post Tower, Bonn, 162,5 m, Büro- und Geschäftshaus
- Kohlekraftwerk Lünen, 160 m, Kühlturm
- Kölner Dom, 157 m, Dom
- Kölnturm, Köln, 148,1 m (ohne Antenne), Büro- und Geschäftshaus
- Colonia-Haus, Köln, 147 m (155 m mit Antenne), Wohnhaus

### Rheinland-Pfalz
- Sender Eifel bei Daun in der Eifel, 302 m
- Sender Koblenz (Dieblich-Naßheck) bei Koblenz, 280 m
- Fernmeldeturm Koblenz bei Koblenz, 260,7 m

### Saarland
- Sender Riegelsberg-Schoksberg der Deutschen Telekom AG bei Riegelsberg für UKW, DAB und DVB-T, 287,03 m

### Sachsen
- Schornstein des Heizkraftwerkes Chemnitz-Nord, 301,8 m[20]
- Fernsehturm Dresden, 252 m
- B107 Windkraftanlage, Königshain-Wiederau, 247 m[21]
- Schornstein Heizwerk Altchemnitz, 225 m
- Sendemast Sender Wiederau, 212 m
- Schornstein des Stahl- und Hartgusswerk Bösdorf, Leipzig, 205 m
- Funkturm Leipzig, 190,7 m
- 4 Windkraftanlagen des BMW-Werkes, Leipzig, 190 m
- Kühltürme des Kraftwerk Lippendorf, 174,5 m
- Dampferzeuger Kraftwerk Lippendorf, 163 m
- City-Hochhaus Leipzig (Büroturm), 142 m (155 m mit Antenne)
- Halsbrücker Esse, 140 m
- Fernmeldeturm Leipzig, 132 m
- Neues Rathaus (Leipzig), 114,7 m
- Dorint Kongresshotel Chemnitz, 97 m
- Hotel The Westin Leipzig 96 m
- Wintergartenhochhaus, 95 m, (106,8 m Gesamthöhe)
- Völkerschlachtdenkmal, 91 m

### Sachsen-Anhalt
- Hauptsendemast Burg, 324 m
- Rohrmaste des Senders Burg, 210 m (Davon einer 2006 gesprengt)
- Schornstein Kraftwerk Schkopau, 200 m
- Fernsehturm Dequede, 184,5 m
- Schornstein Kraftwerk Halle-Dieselstraße, 174 m
- Funkturm Halle, 160,5 m
- Sender Magdeburg (Stadt), 160 m
- Sender Frohser Berg, 158 m
- Sendeturm Brocken, 123 m
- Fernmeldeturm Petersberg, 119 m
- Nordturm Magdeburger Dom, 104 m
- Dom zu Halberstadt, 91,5 m
- St. Martini (Halberstadt), 88,3 m
- Schlosskirchturm Wittenberg, 88 m
- Nordturm St. Stephan (Tangermünde), 87,4 m
- St. Marien (Kemberg), 86 m
- Marienkirche (Salzwedel), 85,3 m
- Blaue Türme Marktkirche Halle, 83 m
- St. Stephani (Aschersleben), 82 m
- St. Marien (Stendal), 81 m
- Roter Turm (Halle), 80,7 m
- Unser Lieben Frauen, 80 m
- St. Jakob (Köthen), 75 m
- Punkthochhaus Am Bruchsee 12 (Halle), 73 m
- Wenzelsturm (Naumburg), 72 m
- Südturm Johanniskirche (Magdeburg), 69 m
- Punkthochhaus Unstrutstraße 13 (Halle), 65 m
- Hochhaus Jakobstraße 7 (Magdeburg), 65 m
- Hausmannstürme Marktkirche Halle, 62 m
- Albinmüller-Turm (Magdeburg), 60 m
- Jahrtausendturm (Magdeburg), 60 m
- Pauluskirche (Halle), 58,7 m
- Pariser Turm (Querfurt), 57 m
- HalleTower (Halle), 51 m
- Faber-Hochhaus (Magdeburg), 45 m
- Leipziger Turm (Halle), 43,9 m

### Schleswig-Holstein
Bauwerke ab 100 m Höhe:
- Sender Bungsberg, 249 m, Sendemast
- Fernmeldeturm Kiel, 230 m

- Strommast der Elbekreuzung 2 bei Wedel, 227 m
- Sender Flensburg in Flensburg-Engelsby, 215 m, Sendemast
- Sendemast LORAN-C-Sender bei Rantum auf Sylt, 193 m
- Sendemast Kronshagen bei Kiel, 191 m
- Fernmeldeturm Bungsberg, 179 m
- Fernmeldeturm Freienwill, 174 m
- Sender Lübeck, 158 m, Fernmeldeturm
- Fernmeldeturm Heide, 158 m
- Schornstein Flensburger Stadwerke, 140 m
- Fernmeldeturm Bad Segeberg, 133 m
- St. Marien zu Lübeck, 125 m, Kirchturm
- Maritim Hotel Travemünde, Lübeck, 119 m (125 m mit Funkmasten)
- Lübecker Dom, 115 m
- Fernmeldeturm Puttgarden, 115 m
- Sender Helgoland, 113 m, Sendemast
- St.-Petri-Dom zu Schleswig, 112 m
- St.-Petri-Kirche zu Lübeck, 108 m
- Fernmeldeturm Bredstedt, 108 m
- Portalkran der HDW (heute German Naval Yards), Kiel, 110 m (mit Aufbau)
- Kieler Rathaus, Kiel, 106 m, Turm
- Maritim Clubhotel, Timmendorfer Strand, 101 m
- Richtfunkmast, Henstedt-Ulzburg, 100 m, Stahlfachwerkturm

### Thüringen
- Sender Bleßberg, 195,1 m
- Bürogebäude JenTower, Jena, 144,5 m (ohne Antenne), 159,6 m (mit Antenne)

## Bauwerke in Planung oder in Bau
| Name             | Höhe  | Konstruktionstyp | Ort               | Bundesland | Bemerkung                           |
| ---------------- | ----- | ---------------- | ----------------- | ---------- | ----------------------------------- |
| Millennium Tower | 288   | Hochhaus         | Frankfurt am Main | Hessen     | Baubeginn 2025; Fertigstellung 2030 |
| Elbtower         | 244,8 | Hochhaus         | Hamburg           | Hamburg    | Baubeginn 2021                      |
| Four, Turm 1     | 233   | Hochhaus         | Frankfurt am Main | Hessen     | Baubeginn 2020; Fertigstellung 2025 |

## Ehemalige Bauwerke
| Name                                             | Ort               | Koordinaten | Höhe vor dem Abbau in Meter | Eröff-nung | Bauwerkstyp       | Bemerkungen |
| ------------------------------------------------ | ----------------- | --- | --------------------------- | ---------- | ----------------- | --- |
| Sender Donebach                                  | Donebach          | 49° 33′ 40″ N, 9° 10′ 23″ O 49° 33′ 34″ N, 9° 10′ 51″ O                                                           | 363                         | 1982       | Abgespannter Mast | 2 Masten, seit 1. Januar 2015 inaktiv, 2. März 2018 gesprengt |
| Neuer Langwellensendemast Zehlendorf             | Oranienburg       | 52° 47′ 42″ N, 13° 23′ 9″ O                                                                                       | 359,7                       | 1979       | Abgespannter Mast | Geerdeter Stahlfachwerkmast. Träger einer Reusenantenne für einen Langwellensender (Frequenz: 177 kHz). Ersetzte den 1978 bei einer Flugzeugkollision zerstörten alten Langwellensendemast Zehlendorf. Wurde am 25. März 2017 um 14:00 Uhr gesprengt. |
| Richtfunkanlage Berlin-Frohnau                   | Berlin            | 52° 39′ 14″ N, 13° 17′ 44″ O                                                                                      | 358,6                       | 1979       | Abgespannter Mast | Wurde am 8. Februar 2009 gesprengt |
| Alter Langwellensendemast Zehlendorf             | Oranienburg       | 52° 47′ 42″ N, 13° 23′ 9″ O                                                                                       | 351                         | 1962       | Abgespannter Mast | Am 18. Mai 1978 nach Flugzeugkollision zerstört (→ siehe Sender Zehlendorf) |
| Sendemast SL3                                    | Burg              | 52° 16′ 9″ N, 11° 55′ 29″ O                                                                                       | 350                         | 1968       | Abgespannter Mast | Am 18. Februar 1976 eingestürzt |
| Sendemast des Deutschlandsenders Herzberg/Elster | Herzberg (Elster) | 51° 43′ 0″ N, 13° 15′ 52″ O                                                                                       | 337                         | 1939       | Abgespannter Mast | Gegen Erde isoliert, abgebaut |
| Sendemast Gartow 1                               | Gartow            | 53° 4′ 8″ N, 11° 26′ 22″ O                                                                                        | 327                         | 1963       | Abgespannter Mast | Wurde am 20. August 2009 gesprengt |
| Schornstein des Kraftwerkes Westerholt           | Gelsenkirchen     | 51° 36′ 4″ N, 7° 3′ 52″ O                                                                                         | 300                         | 1981       | Schornstein       | Häufig fälschlicherweise mit 337 m Höhe angegeben, am 3. Dezember 2006 gesprengt |
| Schornsteine des Kraftwerkes Jänschwalde         | Peitz             | 51° 49′ 56″ N, 14° 27′ 11″ O 51° 49′ 56″ N, 14° 27′ 26″ O 51° 49′ 55″ N, 14° 27′ 41″ O                            | 300                         | 1989       | Schornstein       | Schornsteine 2002–2007 zurückgebaut |
| Schornstein des Altkraftwerkes Lippendorf        | Lippendorf        | 51° 10′ 36″ N, 12° 22′ 35″ O                                                                                      | 300                         | 1967       | Schornstein       | 2005 abgerissen |
| Schornstein des Kraftwerkes Thierbach            | Espenhain         | 51° 10′ 5″ N, 12° 30′ 29″ O                                                                                       | 300                         |            | Schornstein       | Abgerissen |
| Schornstein des Kraftwerkes Boxberg              | Boxberg           | 51° 24′ 54″ N, 14° 33′ 42″ O 51° 24′ 55″ N, 14° 33′ 49″ O 51° 24′ 57″ N, 14° 34′ 0″ O 51° 25′ 0″ N, 14° 34′ 19″ O | 300                         |            | Schornstein       | Abriss (2000), zwei Sprengungen (2009), Abriss/Sprengung (2009–2012) |
| Schornstein des BASF-Kraftwerkes Marl            | Marl              | 51° 41′ 34″ N, 7° 6′ 33″ O                                                                                        | 300                         |            | Schornstein       | 1995 abgerissen |

## Höchste Bauwerke nach Stadt
| - Liste der höchsten Bauwerke in Berlin - Liste der höchsten Bauwerke in Bremen - Liste der höchsten Bauwerke in Frankfurt am Main - Liste der höchsten Bauwerke in Hamburg - Liste der höchsten Bauwerke in Karlsruhe | - Liste der höchsten Bauwerke in Köln - Liste der höchsten Bauwerke in Mannheim - Liste der höchsten Bauwerke in München - Liste der höchsten Bauwerke in Nürnberg - Liste der höchsten Bauwerke in Stuttgart |